# Azteca polymorpha
Azteca polymorpha är en myrart som beskrevs av Auguste-Henri Forel 1899. Azteca polymorpha ingår i släktet Azteca och familjen myror.

## Underarter
Arten delas in i följande underarter:
- A. p. bahiana
- A. p. polymorpha